# Primera batalla de Khàrkiv
Com a part de l'Operació Barbarroja, el Grup d'Exèrcits Sud va avançar cap a la ciutat de Khàrkiv, a Ucraïna el 20 d'octubre de 1941. El 38è Exèrcit Soviètic disposà una defensa a la ciutat, mentre que es desmantellaven les fàbriques de la ciutat per recol·locar-les als Urals. El 21 d'octubre, tot l'equipament de les fàbriques ja havia estat carregat en trens, mentre que els alemanys ja només es trobaven a 7 milles. Finalment, els exèrcits alemanys 6è i 17è van atacar les posicions soviètiques el 24 d'octubre, capturant la ciutat el mateix dia.